# Phạm Văn Tham
Phạm Văn Tham hay còn được gọi là Phạm Văn Sâm (chữ Hán: 范文參; ?-1789) một tướng lĩnh của phong trào Tây Sơn.

## Hành trạng
Phạm Văn Tham có chị lấy vua Thái Đức Nguyễn Nhạc. Ông là anh của Hộ giá Thượng tướng quân Phạm Ngạn.
Năm 1771, Tham gia khởi nghĩa Tây Sơn, ông lập được nhiều công lao nên được phong chức Thái bảo. Ông tham gia nhiều trận đánh ở miền nam trung bộ và Gia Định, giết các tướng Dương Công Trừng, Nguyễn Đăng Vân, đánh bại các tướng Tôn Thất Huy, Tôn Thất Hội...
Năm 1783, Nguyễn Văn Nhơn cùng Dương Công Trừng tái chiếm Long Xuyên. Ông đem quân đánh úp, quân Nguyễn đắm thuyền chết đuối rất nhiều. Tướng Nguyễn là Lê Thượng, Nguyễn Tấn tử trận, Dương Công Trừng bị bắt rồi đem hành quyết, chỉ có Nguyễn Văn Nhơn cùng Ngô Công Quý chạy thoát.
Năm 1787, Sau khi Nguyễn Lữ lên ngôi vương, Thái bảo Phạm Văn Tham được cử vào Gia Định phụ tá cho Đông Định vương Nguyễn Lữ. Ở đây, ông hoạt động mạnh, chống lại đội quân của Nguyễn Phúc Ánh, tranh giành ảnh hưởng với Xiêm La về vấn đề bảo hộ Chân Lạp.
Sau 3 năm lưu vong ở Xiêm, Nguyễn Ánh nhận ra cơ hội này để về nước và đã tập hợp lực lượng, trở về vào tháng 8 năm 1787. Nguyễn Lữ nghe tin Nguyễn Ánh trở về vội vã tránh đi nơi khác để Gia Định cho Phạm Văn Tham giữ.
Nguyễn Phúc Ánh dùng kế ly gián của Tống Phúc Đạm ly gián ông và Đông Định vương Nguyễn Lữ. Sau đó thế quân Nguyễn Ánh ngày càng mạnh khiến Nguyễn Lữ sợ hãi mang quân bản bộ rút chạy về Quy Nhơn. Quân Tây Sơn đã mỏng lại càng mỏng. Mặc dù sau đó Phạm Văn Tham đã nỗ lực chống trả nhưng vì không được viện binh trợ lực nên tháng 8năm 1788, Nguyễn Ánh chiếm lại được Gia Định.
Phạm Văn Tham rút chạy ra ngoài vẫn cố đơn độc chiến đấu để chờ viện binh, nhưng lúc đó Nguyễn Nhạc chỉ lo phòng bị Nguyễn Huệ Bắc Bình vương ở phía Bắc mà không đoái hoài đến việc cứu phía Nam nữa. Thế lực suy kiệt, ông chạy về Ba Thắc cố thủ liên kết với thủ lĩnh người gốc Chân Lạp, đợi mùa gió chạy về Quy Nhơn. Tuy nhiên, Nguyễn Phúc Ánh sai các tướng giữ chặt đường biển không để ông chạy thoát. Đô đốc Nguyễn Chuẩn và Tham đốc Trần Tú kéo quân đến cứu nhưng Nguyễn Chuẩn tử trận, Trần Tú ra hàng.
Thế cùng sức kiệt, đầu năm 1789, Phạm Văn Tham bị Nguyễn Ánh vây chặt, lại bịt đường ra biển về Quy Nhơn nên buộc phải đầu hàng. Tây Sơn lại mất Nam Bộ.
Năm 1790, Quang Trung sai Đô đốc Nguyễn Văn Diện vào nam tìm ông, bảo ông chiêu tập quân sĩ cũ đợi ngày đại quân kéo vào làm nội ứng. Huỳnh Tường Đức biết được, mật báo với Nguyễn Phúc Ánh. Nguyễn Phúc Ánh sau đó giết chết ông.